# Yer Blues
«Yer Blues» («Tu tristeza», también interpretable como «Tu Blues») es una canción del grupo de rock The Beatles. Es la segunda canción del segundo disco del White Album y fue una de las tantas que escribió John Lennon mientras estaba en Rishikesh, India, junto a los demás Beatles.
La canción es una parodia del blues británico que floreció al final de los años 60s, pero "Yer Blues" es una mezcla de blues clásico con hard rock, género que The Beatles tocaban desde su sencillo "Paperback Writer". Este hard rock se puede encontrar mucho desde su álbum Revolver, además de en Sgt. Pepper's Lonely Hearts Club Band, The Beatles, Abbey Road y Let it Be. 
A pesar de que esta canción es musicalmente muy animada, su letra es de las más depresivas que haya escrito Lennon, puesto que tiene explícitamente expresiones y pensamientos suicidas. No tiene muchos mensajes ocultos como otras canciones; es mucho más directa. Según algunos críticos, expresa su soledad y aislamiento durante su estadía en la India, mientras para otros es una clara sátira a la letra triste del blues clásico que cuenta con una instrumental fuerte y letras tristes.
"Yer Blues" fue grabada en dos tomas diferentes. La edición se realizó directamente en 4 pistas (sin reducirla a 2) y puede oírse tras el solo de guitarra de George exactamente a los 3:17, donde Ringo entra de nuevo con un redoble. La voz de John se puede oír por detrás, y seguramente se coló por el micrófono de la batería.

## Versiones
La canción fue interpretada el 11 de diciembre de 1968 durante un concierto de The Rolling Stones por el supergrupo The Dirty Mac, reunido únicamente para la ocasión, que contaba entre sus miembros con John Lennon (guitarra rítmica), Eric Clapton (guitarra líder), Keith Richards (bajo) y Mitch Mitchell (batería). En 1996 fue puesta a la venta la película del concierto completo bajo el título de The Rolling Stones Rock and Roll Circus. En 1969, Lennon la interpretó con la Plastic Ono Band en Toronto (Canadá) en el que sería su primer concierto sin The Beatles. Esta presentación aparece en el álbum Live Peace in Toronto 1969.
El guitarrista de blues canadiense Jeff Healey versionó esta canción en su álbum de 1995 Cover To Cover. El bluesman norteamericano Kenny Wayne Shepherd hizo junto a su banda su propia versión del tema para su álbum de 2011 How I Go. La banda de blues rock de Detroit The Muggs incluyeron una versión en su álbum de 2015, Straight up Boogaloo.

## Personal[6]
- John Lennon - voz, guitarra principal (Epiphone Casino).
- Paul McCartney - bajo (Fender Jazz Bass), coros
- George Harrison - guitarra principal (Gibson Les Paul Standard "Lucy").
- Ringo Starr - batería (Ludwig Super Classic).